# Javajuveltrast
Javajuveltrast är en fågel i familjen juveltrastar inom ordningen tättingar.

## Utseende och läten
Javajuveltrasten är en mycket vacker fågel med svart ögonmask, kritvit strupe och tätt tvärbandad undersida. Hanen är gult ögonbrynsstreck, marinblå haklapp och svart hjässa. Hos honan är ögonbrynsstrecket mer dämpat gulbrunt och hjässan brun. Båda könen har lysande blå stjärt och ett ”fartstreck” nerför vingen. Lätet återges i engelsk litteratur som ett högljutt ”whOW!”. Även en låg, rullande drill kan höras. 

## Utbredning och systematik
Javajuveltrast förekommer på Java och Bali. Tidigare behandlades javajuveltrasten tillsammans med malackajuveltrast (Hydrornis irena) och borneojuveltrast (Hydrornis schwaneri) som en art som då kallades orangebrynad juveltrast. 

## Levnadssätt
Arten hittas i olika skogstyper i lågland och lägre bergstrakter, från ursprunglig regnskog till igenväxta plantage och torrare buskmarker. Den födsosöker på marken, enstaka eller i par.

## Status och hot
Arten har ett stort utbredningsområde, men tros minska i antal, dock inte tillräckligt kraftigt för att den ska betraktas som hotad. Internationella naturvårdsunionen IUCN listar därför arten som livskraftig (LC).

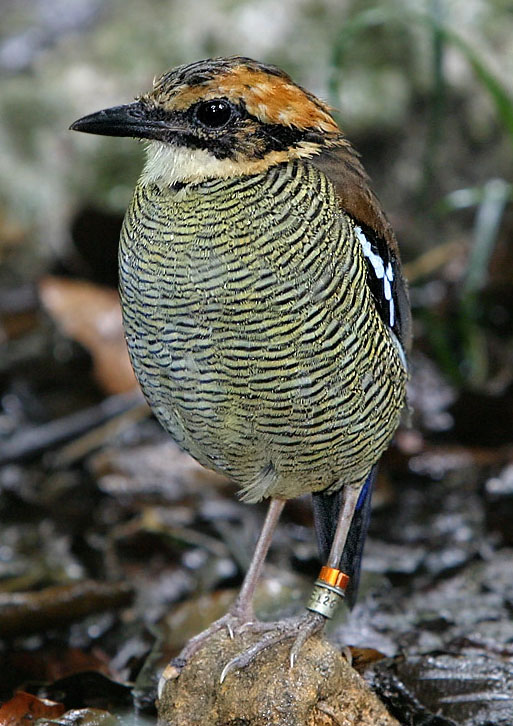
Adult hona.